# Auguste Orts-fontein

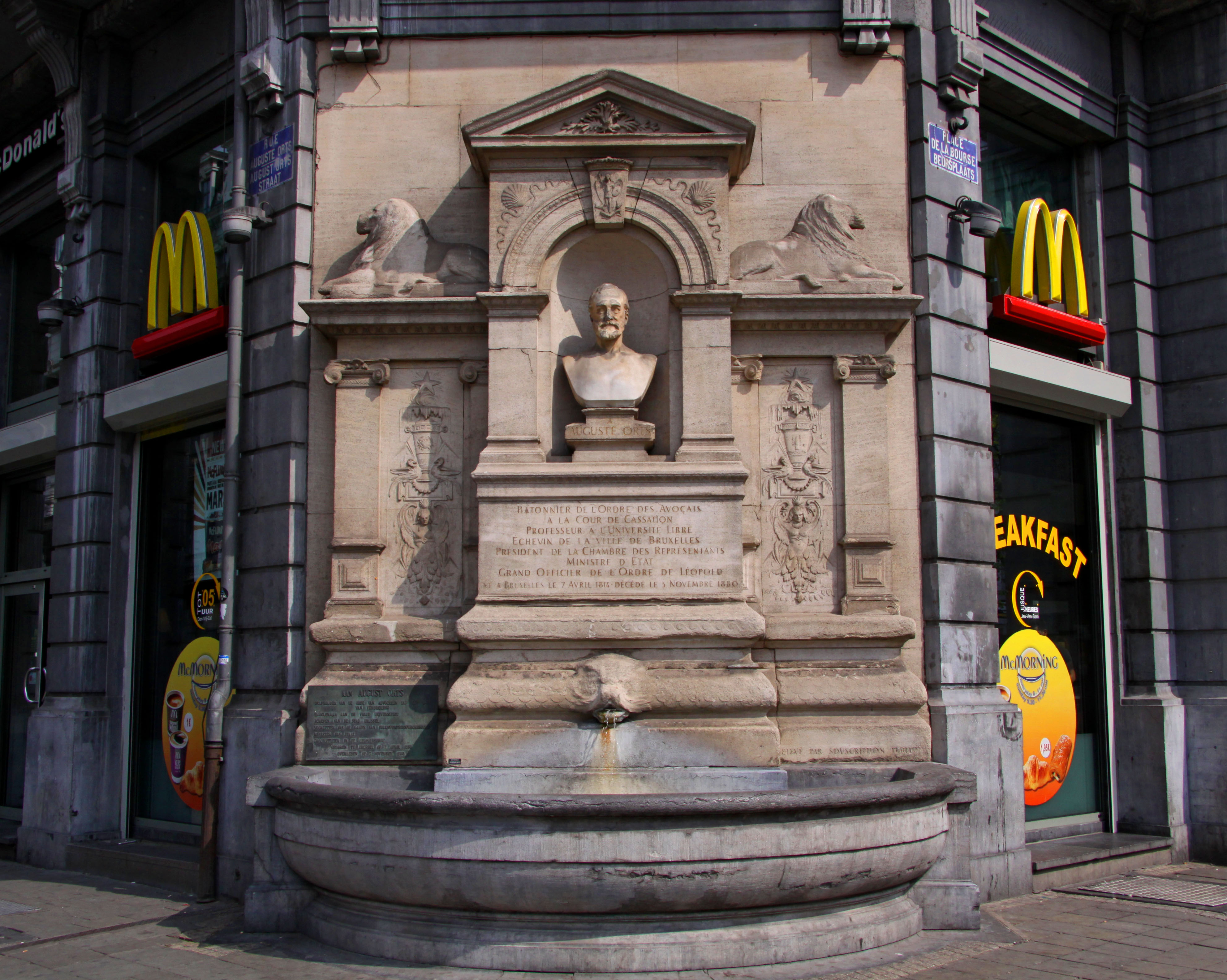
Ortsfontein

De Auguste Orts-fontein is een herdenkingsmonument en fontein in het centrum van Brussel. Het monument staat op de hoek van de Auguste Ortsstraat en het Beursplein, vlak bij de Beurs van Brussel. De fontein werd in 1888 gebouwd ter ere van Auguste Orts, een bekende Brusselse advocaat, politicus, historicus en liberaal denker. Hij begon zijn carrière als advocaat en werd later schepen van de stad Brussel. Daarnaast was hij ook voorzitter van de Kamer van Volksvertegenwoordigers. Orts zette zich sterk in voor burgerrechten, openbaar onderwijs en de vrijheid van meningsuiting. Met zijn liberale ideeën leverde hij een belangrijke bijdrage aan de ontwikkeling van het moderne België.

## Geschiedenis
De fontein staat in de Auguste Ortsstraat, een rechte straat die samen met de Paul Devauxstraat en de Jules Van Praetstraat werd aangelegd in de jaren 1880. De straat vormt een soort waaierstructuur rond de Beurs, als deel van de stadsvernieuwing na de aanleg van de centrale lanen (1867–1871). De fontein kwam er op initiatief van burgers via een openbare inzameling. Ze maakt deel uit van een groter bouwproject uit de jaren 1880. Het ontwerp van de fontein is van Henri Beyaert, een bekende Belgische architect. De marmeren buste van Auguste Orts werd gemaakt door beeldhouwer Thomas Vinçotte (beeldhouwer). De decoratie aan de zijkanten is van Georges Houtstont (ornamentist, beeldhouwer).
De fontein eert niet alleen Auguste Orts als persoon, maar toont ook zijn ideeën. Hij geloofde sterk in vrijheid, onderwijs en burgerrechten, wat je terugziet in de symbolen op het monument. Het geheel straalt kracht, trots en burgerzin uit, typisch voor de liberale ideeën van de 19e eeuw.

## Uiterlijk en ontwerp
De fontein is gebouwd in een eclectische stijl, wat betekent dat ze elementen uit verschillende bouwstijlen combineert. In het midden zit een nis (een uitsparing in de muur) met de buste van Auguste Orts. Onder de nis stroomt water uit de mond van een leeuw, in een halve stenen kom. De leeuw is een klassiek symbool voor kracht en waakzaamheid. Onder de buste staat een Franse herdenkingstekst. Een Nederlandse vertaling daarvan werd later toegevoegd op een bronzen plaat aan de linkerzijde van het monument. 

## Bereikbaarheid
De fontein bevindt zich vlak bij de metrohalte Bourse (lijnen 3 en 4), en is dus makkelijk bereikbaar. Je kan er ook gemakkelijk te voet geraken op zo’n 10 minuutjes van “Brussel centraal Station”. De buurt is levendig, met veel cafés, winkels en andere bezienswaardigheden. De Auguste Orts-fontein is een mooie plek om even te stoppen tijdens een wandeling door Brussel. Ze ligt op een druk kruispunt van geschiedenis, cultuur en stadsleven. Zowel toeristen als Brusselaars waarderen het monument om zijn kunstzinnige vormgeving en historische waarde.